# Parafia św. Józefa Opiekuna Rodzin w Wisełce
Parafia św. Józefa Opiekuna Rodzin w Wisełce – parafia rzymskokatolicka, należąca do dekanatu Wolin, archidiecezji szczecińsko-kamieńskiej, metropolii szczecińsko-kamieńskiej. W parafii posługują księża archidiecezjalni oraz salwatorianie. Od lipca 2021 roku proboszczem parafii jest ks. Norbert Sawicki. W latach 2009–2021 proboszczem był ks. Tomasz Kuryłowicz.

## Miejsca święte

### Kościół parafialny
Kościół pw. św. Józefa Opiekuna Rodzin w Wisełce

### Kościoły filialne i kaplice
Kościół pw. Wniebowzięcia Najświętszej Maryi Panny w Warnowie